# Briquetage
Briquetage nennt man in der Archäologie Salzsiedeinstrumente aus Jungsteinzeit, Bronze- und Eisenzeit.
Seine ursprüngliche Bedeutung hat der Begriff als Ziegelwerk oder ziegelartiger Anstrich einer Mauer. Er wurde zuerst von Félix-François de la Sauvagère geprägt für ziegelartige, stangenförmige Fundgegenstände, die haufenweise am Oberlauf der Seille in Lothringen vorgefunden wurden und bereits 1740 wissenschaftlich beschrieben wurden. Die Bezeichnung erhielten die Funde aufgrund ihrer zum Teil prismatischen Form und ihres ziegelartigen Aussehens, aufgrund dessen sie als Backsteinreste von „Unterbauten für Ansiedlungen oder Wege“ gedeutet wurden.

## Aufbau und Verwendung

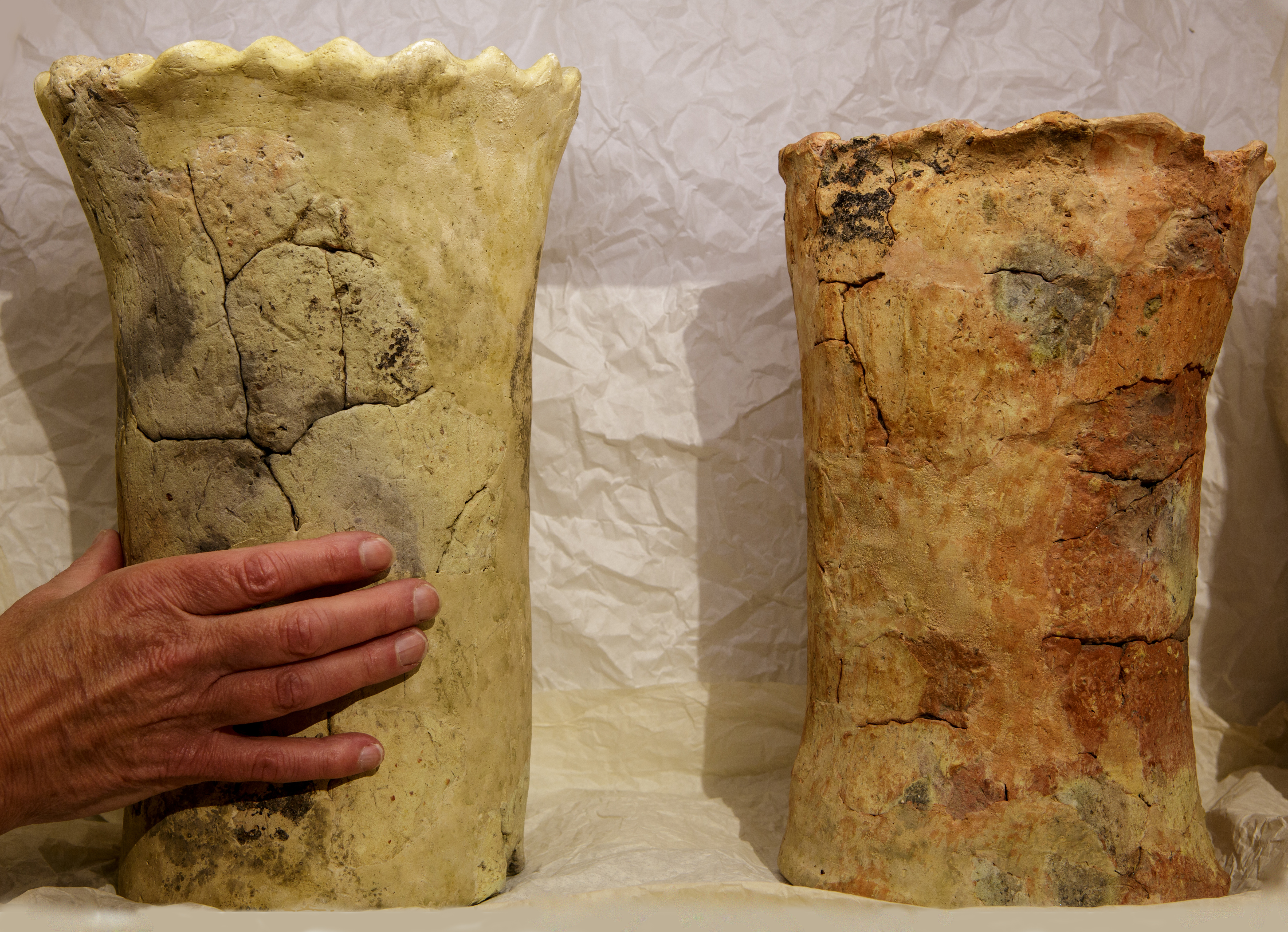
Römische Augets zur Salzgewinnung in der Briquetage-Technik
FO: Praetorium Agrippinae
AO: Provinciaal Archeologisch Depot Zuid-Holland

Briquetagen bestehen aus gebranntem Ton und wurden vor allem bei alten Salinen gefunden. Man unterscheidet drei verschiedene Typen:
- große pfannenartige Gefäße
- Formen zum Trocknen und Transportieren des Salzes
- kleine zylindrische Sockel

Variationen dieser Geräte fand man in Belgien, Deutschland, England, Frankreich, Japan, Niederlande, Niger, Österreich, Russland und Thailand.

Säulenförmiges Briqeutage ist besonders typisch für die Spätbronzezeit und Früheisenzeit Deutschlands. 

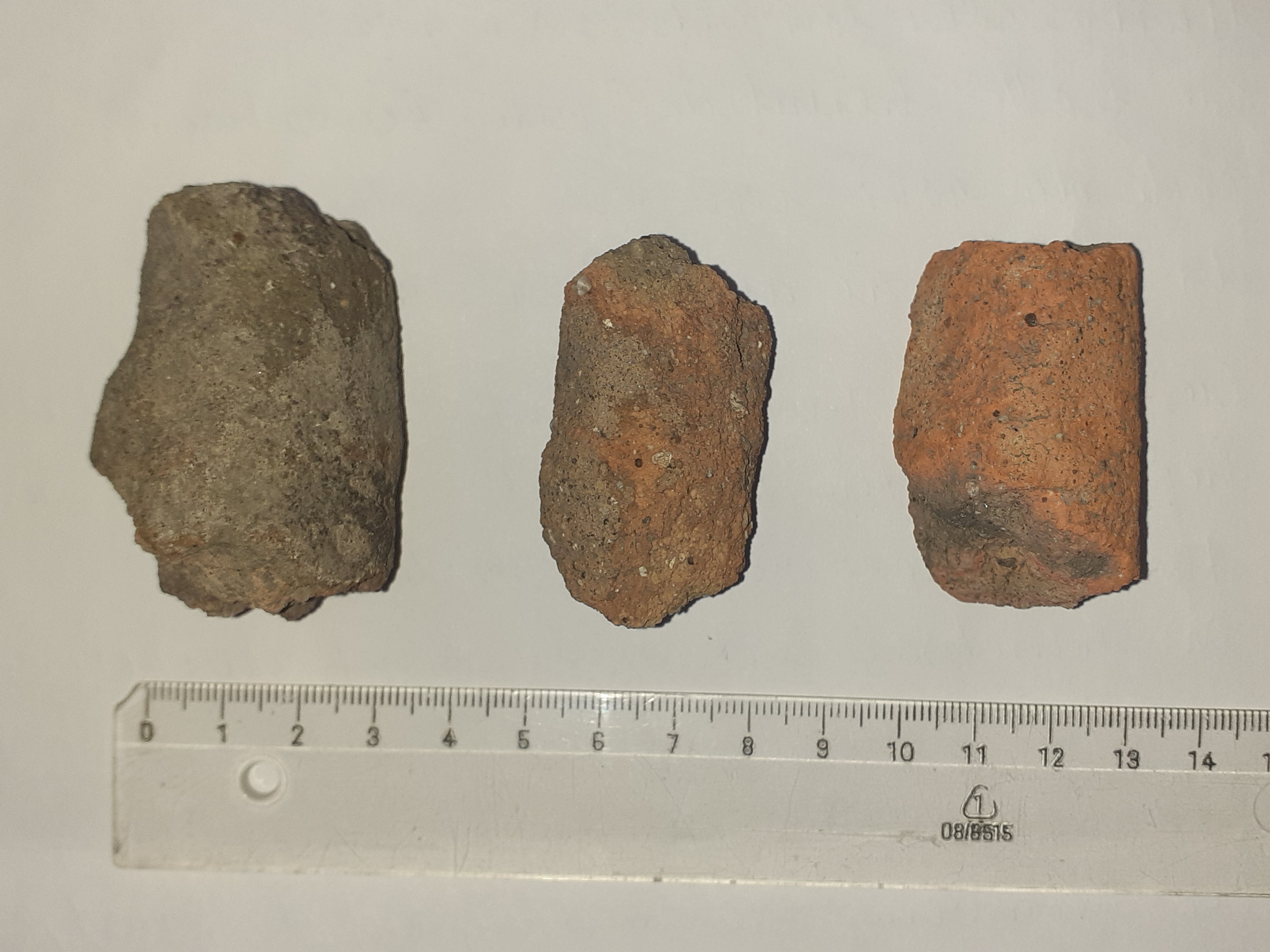
Briquetage Fragmente (Säulenförmig) aus Deutschland

Die Salzgewinnung erfolgte mit Hilfe der verschieden geformten Gefäße in mehreren Schritten. Bei den zweiteiligen Briquetages wurden zunächst die Sockel in regelmäßigen Abständen auf einen vorbereiteten Tonboden gestellt. Die pfannenartigen Gefäße wurden dann auf den Sockeln platziert und mit Salzwasser gefüllt. Zwischen den Sockeln entzündete man nun ein Feuer, um das Wasser zu verdampfen. Das zurückbleibende kristallisierte Salz wurde ausgeschabt und zum Trocknen in kleine konische Becher gefüllt. In diesen Augets genannten Behältern wurde das Salz anschließend transportiert. Dies ist auch einer der vermuteten Gründe, weshalb man diese Art Gefäß nur selten nahe den historischen Salzproduktionsstätten findet. Oftmals waren sie auch genormt, da sie in einigen Regionen auch als Maß- und Zahlungsmittel fungierten.